# バスケットボールルクセンブルク代表
バスケットボールルクセンブルク代表(Luxembourg national basketball team)は、ルクセンブルクバスケットボール連盟によって編成され国際大会に派遣されるバスケットボールのナショナルチームである。

## 歴史
1946年にユーロバスケット初出場で8位。その後1951年、1955年と合わせて3回出場しているが、低迷。

## 主な国際大会成績

### 夏季オリンピック
- 出場なし

### 世界選手権
- 出場なし

### ユーロバスケット
- 8位：1946年